# Georges Ruel
Georges Ruel (23 octobre 1860 à Honfleur-1er janvier 1942 à Honfleur) est un architecte français.

## Biographie
Georges Aristide Ruel naît à Honfleur, rue Bucaille le 23 octobre 1860, fils de Jean François Aristide, agent-voyer du canton de Honfleur, et Marie Anastasie Douin.
Il est l'élève de Julien Guadet à l'École nationale des beaux-arts. Il est architecte à Rouen à partir de 1893. Il est nommé architecte de l'Exposition nationale et coloniale de Rouen en 1896. Professeur d'histoire générale de l'Architecture française à l'École régionale des Beaux-Arts de Rouen dès sa création le 2 septembre 1904, il devient chef d'atelier d'architecture entre 1926 et 1934. Juliette Billard suivra entre autres son enseignement.
Il acquiert vers 1902 une maison dite « du Grand Turc » ou « des Cappelets » au no 74 rue Saint-Romain à Rouen. Elle sera restaurée par le maître charpentier Ernest Villette.
Il est reçu en 1902 à l'Académie de Rouen dont il devient le président en 1929. Il est également membre de la Commission départementale des antiquités de la Seine-Inférieure en 1904 et sera vice-président des Amis des monuments rouennais.
Il se marie le 14 novembre 1903 à Honfleur avec Marguerite Louise Piaggi.
Il fonde en 1910 avec René Helot la Société normande d'ethnographie et d'art populaire, connue sous le nom de « Société du Vieux-Rouen ».
Il décède en 1942.

## Réalisations
- restauration d'une maison, 74 rue Saint-Romain à Rouen - 1902 (avec Ernest Villette) qui sera sa résidence
- villa Vogue, 38 rue Étoupée à Rouen - 1910 pour l'armateur Gaston Levasseur (-1912)
- restauration de la maison de Pierre Corneille, 4 rue de la Pie à Rouen - 1920 (avec Ernest Villette)
- restauration de l'ancienne église Saint-Étienne à Honfleur
- remontage dans la cour du collectionneur Édouard Pelay de la façade d'une maison de la rue des Boucheries-Saint-Ouen, 71 rue de Crosne à Rouen
- pharmacie aux Vipères d'Or, 188 route de Neufchâtel à Bihorel

## Distinctions
- Officier de l'Instruction publique en 1901
- Chevalier de la Légion d'honneur le 22 mai 1926[1]

## Publications
- Un vieux logis à Honfleur, Rouen, Imprimerie Lecerf fils, s.d.
- Jules Lecerf (dir.), Rouen 1896 - revue illustrée de l'Exposition, Rouen, Jules Lecerf, 1897